# Крассула млечная
Крассула млечная (лат. Crassula lactea) — вид суккулентных растений рода Толстянка (Crassula) семейства Толстянковые (Crassulaceae), естественно произрастающий на территории в Южно-Африканской Республики.

## Название
Родовое латинское название Crassula происходит от латинского слова crassus, — «толстый», в основном из-за присутствия у растений этого рода сочных листьев.
Согласно одной из версий, видовой латинский эпитет lactea происходит от лат. lacteus — «молочно-белый», что указывает на цвет белых цветков. По другой версии, причиной его названия могут быть молодые зелёные листья с белыми точками по краям, что отражает кристаллы соли, оставшиеся на листьях после испарения влаги.

## Описание
Это суккулентное растение достигает диаметра около 60 см. Его стебли коричневого цвета, а молодые листья зелёные с белыми точками по краям. Листья супротивные, обратнояйцевидной формы, заостренные на концах, с расширением у основания, размером около 4 см в длину и 3 см в ширину.
Соцветия располагаются в верхушечной части и состоят из множества мелких ароматных белых цветков. Цветение происходит с середины зимы до начала весны.

## Распространение и экология
Вид происходит из Капской провинции, Квазулу-Натала и Северных провинций Южно-Африканской Республики.

## Таксономия
Crassula lactea Aiton, первое упоминание в Hort. Kew. 1: 496 (1789).

### Синонимы
Гомотипные (основанные на одном и том же номенклатурном типе):
- Toelkenia lactea (Aiton) P.V.Heath (1993)